# Lennart Rosengren
Lennart Abraham Rosengren, född 12 augusti 1879 i Öggestorps församling i Jönköpings län, död 19 juli 1964 i Oscars församling i Stockholm, var en svensk yrkesmilitär  och idrottare (höjdhoppare). Han vann SM-guld i höjdhopp och grenhopp år 1901, tävlande för klubben Jönköpings AIF.
Han var son till underlöjtnant Frans Teodor Rosengren och Matilda Josefina Nilsson och flyttade som barn till Norrahammar. Han bodde senare i Jönköping, Visby och Stockholm.
År 1911 gifte han sig med Ingrid Andersson (1887–1968) och fick flera barn. Makarna är begravda på Skogskyrkogården i Stockholm.